# Catalogue d'exposition

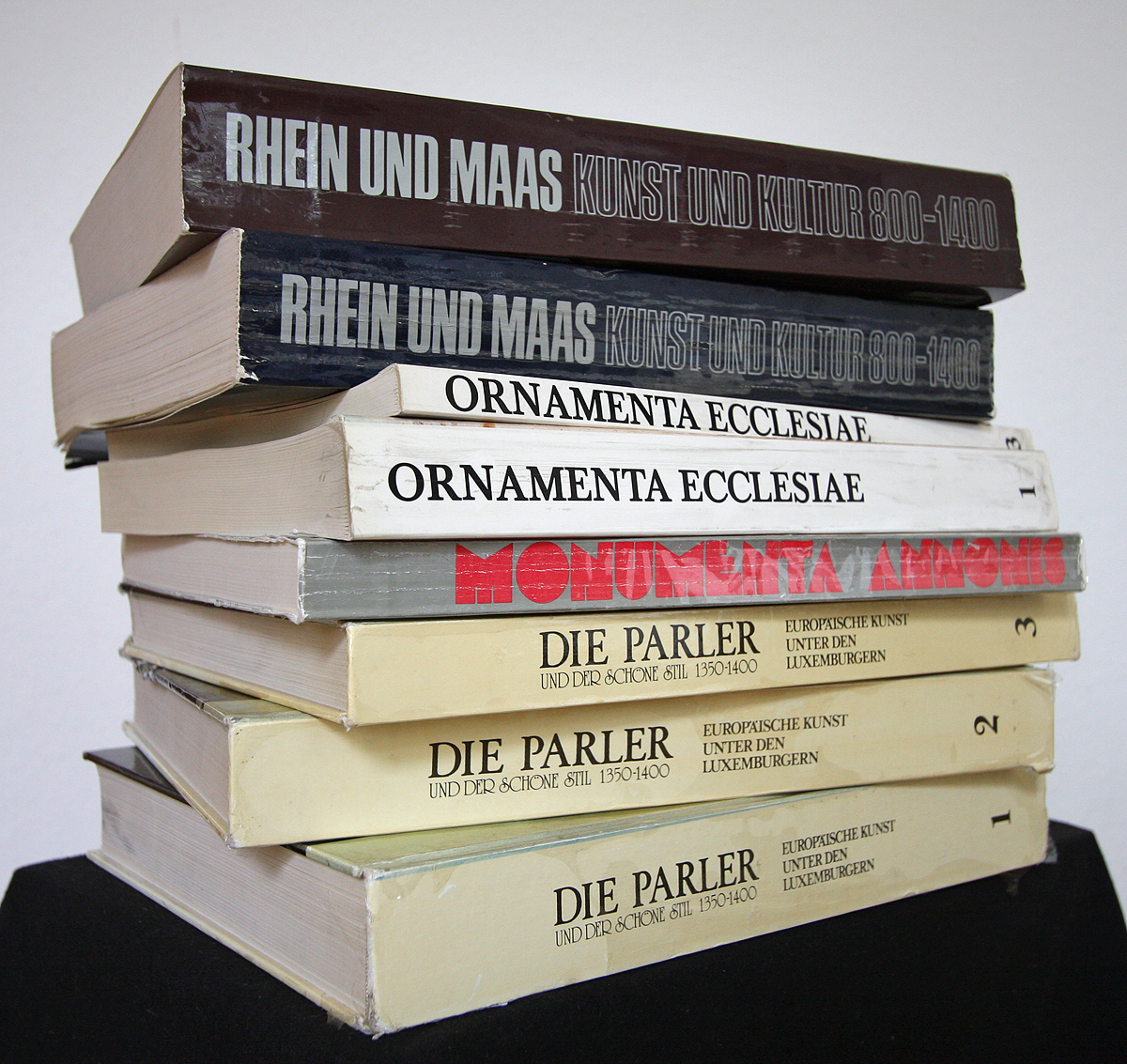
Catalogue d'exposition, Musée Schnütgen, Cologne

Un catalogue d'exposition est un ouvrage contenant la liste des œuvres (ou objets) exposées dans une exposition d'art.
Un tel catalogue peut être une simple liste sous forme de prospectus ou de tract à feuillet unique ; il peut aussi prendre la forme d'un livre luxueux sur papier glacé. De tels ouvrages sont publiés souvent par un musée lors d'expositions temporaires, mais peuvent aussi regrouper les œuvres conservées en permanence par le musée. Les notices sur les œuvres sont rédigées par le commissaire d'exposition ou par un historien d'art, et décrivent l'œuvre, son historique.